# Vaejovis santibagnezi
Espèce
Vaejovis santibagnezi est une espèce de scorpions de la famille des Vaejovidae.

## Distribution
Cette espèce est endémique du Jalisco au Mexique. Elle se rencontre vers Autlán de Navarro dans la Sierra de Manantlán.

## Description
Le mâle holotype mesure 35,3 mm, les mâles mesurent de 32,2 à 35,5 mm et les femelles de 33,8 à 37,5 mm.

## Étymologie
Cette espèce est nommée en l'honneur de Carlos Santibáñez López.

## Publication originale
- Contreras-Félix & Francke, 2019 : « Taxonomic revision of the mexicanus group of the genus Vaejovis C. L. Koch, 1836 (Scorpiones: Vaejovidae). » Zootaxa, no 4596(1), p. 1–100.